# Put It on Me
«Put It on Me» — другий сингл репера Ja Rule із його другого студійного альбому Rule 3:36, що вийшов 12 грудня 2000 року через  Def Jam Recordings та Murder Inc. Records. Пісня з'явилася в саундтреку до фільму «Форсаж». Ремікс містить вокал Lil' Mo. Ja Rule пояснив, що текст пісні був натхненний суперечкою, яку він мав зі своєю дружиною, щоб показати, наскільки вона важлива для нього. 19 березня 2001 року сингл досяг 8 місця в чарті Billboard Hot 100, ставши першим Топ-10 хітом Ja Rule.

## Список композицій
1. Put It on Me (Radio Edit)
2. Put It on Me (Album Version)
3. Put It on Me (Instrumental)
4. Put It on Me (Video)

## Чарти

### Щотижневі чарти
| Чарт (2000–2001)                        | Найвища позиція |
| --------------------------------------- | --------------- |
| Бельгія (Ultratip Flanders)             | 8               |
| Нідерланди (Dutch Top 40)               | 9               |
| Нідерланди (Mega Single Top 100)        | 7               |
| США (Billboard Hot 100)                 | 8               |
| США (Hot R&B/Hip-Hop Songs) (Billboard) | 2               |
| США (Rap Songs) (Billboard)             | 11              |
| США (Mainstream Top 40) (Billboard)     | 24              |
| США (Rhythmic) (Billboard)              | 1               |